# Vicente Bokalič Iglic
Vicente Bokalič Iglic, C.M.  (* 11. června 1952 Lanús) je argentinský římskokatolický kněz, arcibiskup v Santiago del Estero, primas argentinský a designovaný kardinál.

## Život
Je potomkem slovinských imigrantů. Po studiích v lazaristickém semináři do této kongregace oficiálně vstoupil roku 1970. Po složení slavných slibů v roce 1976 přijal o dva roky později kněžské svěcení. Působil v pastoraci v Argentině, v letech 2003–2009 byl provinciálem lazaristické provincie v Argentině. 

### Biskupská služba
Papež Benedikt XVI. jej v březnu 2010 jmenoval pomocným biskupem pro arcidiecézi Buenos Aires, biskupské svěcení mu v květnu 2010 udělil Jorge Mario Bergoglio. Ten jej již jako papež jmenoval sídelním biskupem v Santiago del Estero. 24. července 2024 byla diecéze Santiago del Estero povýšena na arcidiecézi a zároveň na její arcibiskupy papež přenesl titul primase argentinského. Prvním arcibiskupem byl jmenován dosavadní biskup Mons. Bokalič. 

### Kardinálská kreace
V neděli 6. října 2024 papež František oznámil, že na 8. prosince 2024 svolá konzistoř, v níž bude jmenovat 21 nových kardinálů, včetně Mons. Bokaliče.